# Wahlenbergia bowkeriae
Wahlenbergia bowkeriae är en klockväxtart som beskrevs av Otto Wilhelm Sonder. Wahlenbergia bowkeriae ingår i släktet Wahlenbergia och familjen klockväxter. Inga underarter finns listade i Catalogue of Life.